# Groot
Groot és un personatge de ficció que apareix en còmics nord-americans publicats per Marvel Comics. Creat per Stan Lee, Larry Lieber i Jack Kirby, el personatge va aparèixer per primera vegada a la primera història de Tales to Astonish # 13 publicat el 26 de juny de 1960 (amb data de portada novembre de 1960). Groot, una criatura extraterrestre, similar a un arbre, va aparèixer per primera vegada com un invasor que pretenia capturar els humans per a la seva experimentació.
El personatge va ser reintroduït el 2005, apareixent la sèrie limitada Nick Fury's Howling Commandos i va adquirir notorietat al crossover "Annihilation: Conquest". Groot va seguir protagonitzant la seva sèrie spin-off, Guardians of the Galaxy, unint-se a l'equip del mateix nom. Groot ha estat presentat en una varietat de mercaderies de Marvel associades, com sèries de televisió animades, joguines i targetes comercials. Vin Diesel posa la seva veu al personatge i també la captura de moviments a les pel·lícules "Guardians of the Galaxy" (2014), "Guardians of the Galaxy Vol. 2" (2017), "Avengers: Infinity War" (2018) i "Avengers: Endgame" (2019), mentre que Krystian Godlewski va interpretar el personatge mitjançant la tècnica de captura de moviments a la primera pel·lícula. Diesel tornarà a donar veu al personatge a Guardians of the Galaxy Vol. 3. Diesel fins i tot va pronunciar un cameo de Groot a la pel·lícula d'animació de Disney 2018, En Ralph destrueix internet. Des de la seva estrena de cinema i debut de sèries d'animació, Groot s'ha convertit en una icona de la cultura pop, amb la seva repetida línia "Jo soc Groot" (I am Groot a l'original) convertint-se en un meme d'Internet.
Té l'habilitat de canviar de mida i pot absorbir fusta per augmentar encara més el seu poder. Groot té també la intel·ligència al nivell d'un geni, encara que no és fàcil fixar-nos en això pel fet que només és capaç de dir "Jo soc Groot".